# Holly Days
Holly Days ist das zweite Studioalbum  von Denny Laine, der zur Zeit der Aufnahmen Mitglied der Gruppe Wings war. Paul McCartney produzierte das Album  und  spielte es auch im Wesentlichen ein. Es wurde am 6. Mai 1977 in Großbritannien veröffentlicht.

## Entstehung

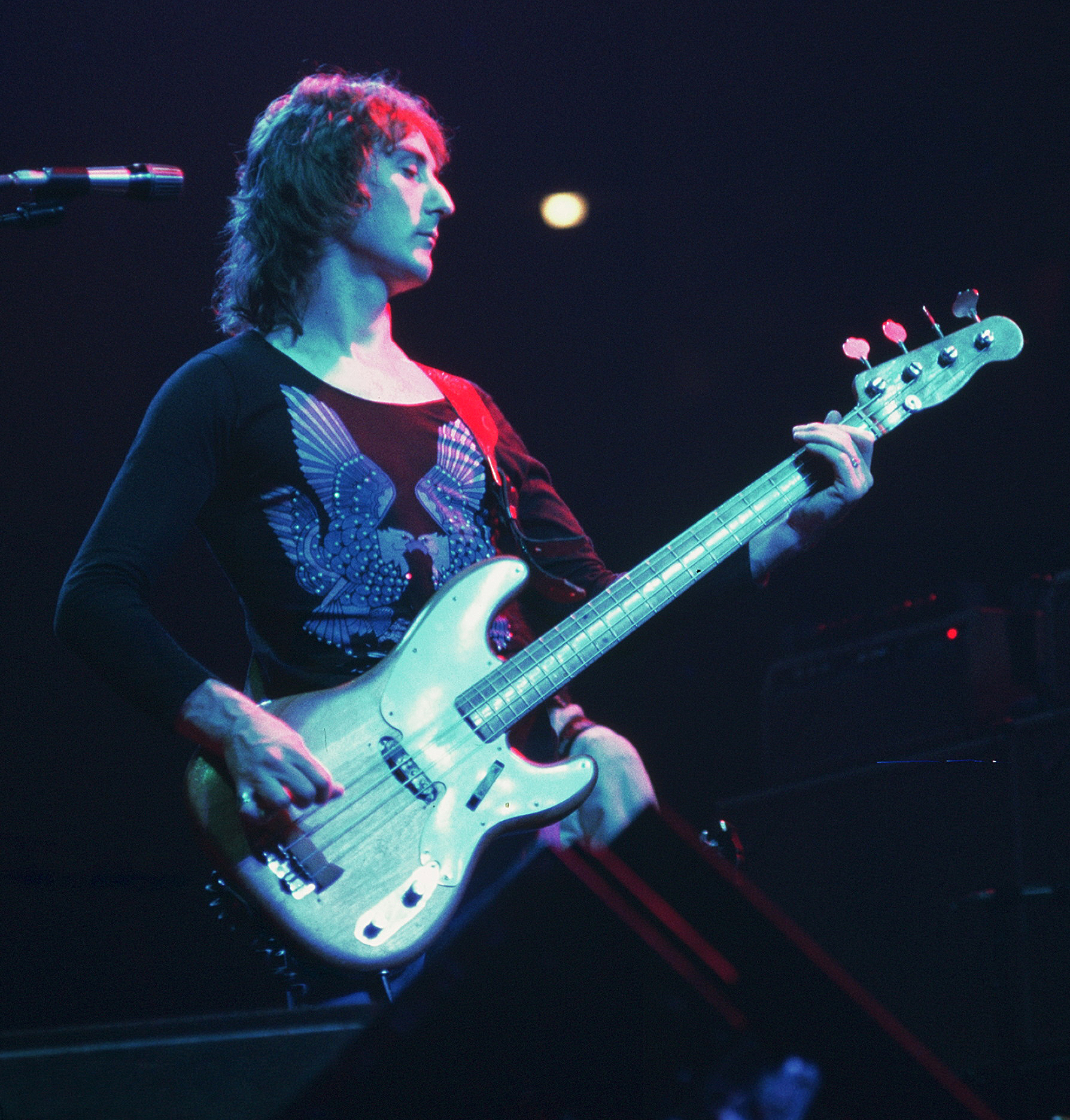
Denny Laine – live 1976

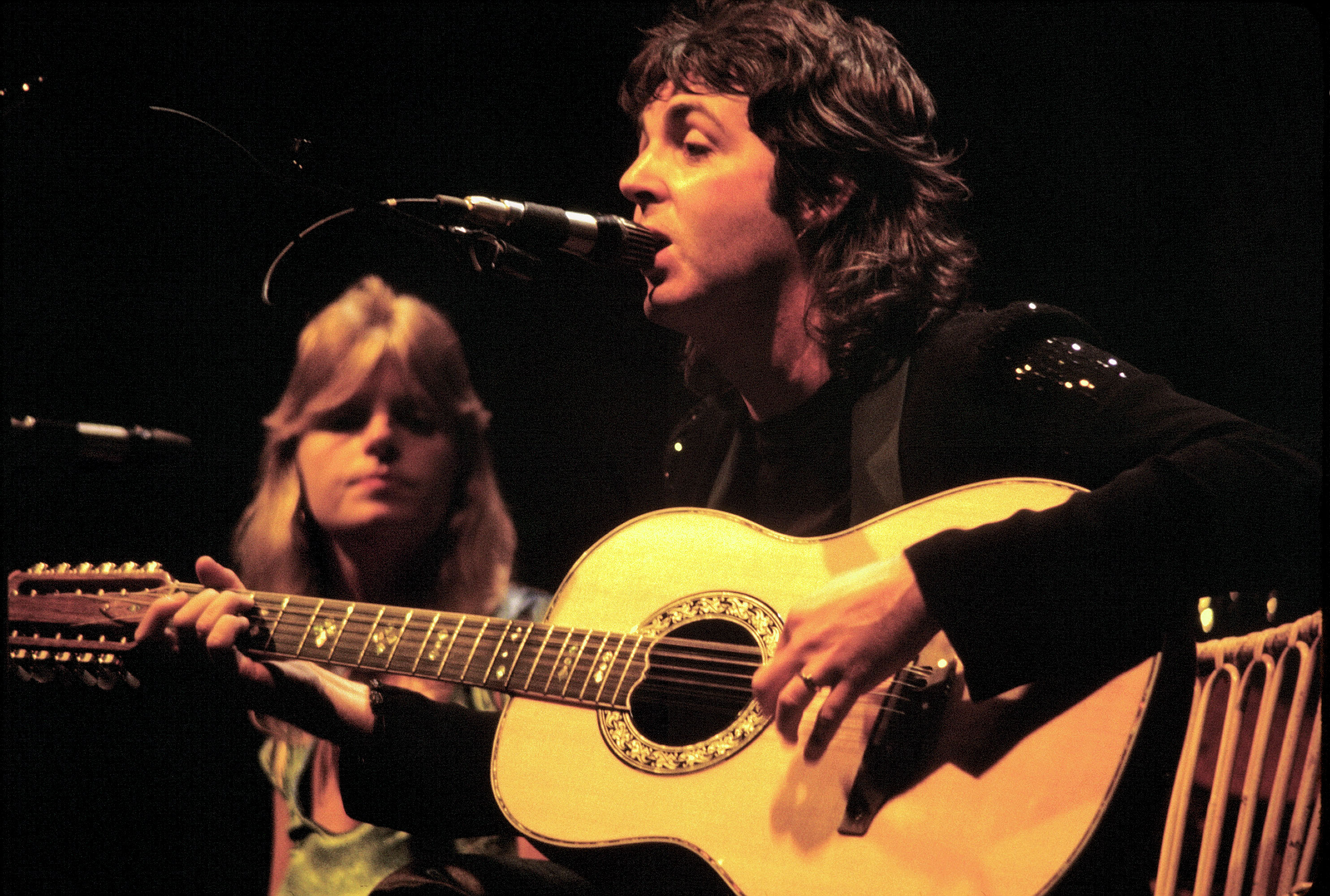
Paul und Linda McCartney – live 1976

Am 3. August 1971 gab Paul McCartney die Formation der Gruppe Wings bekannt, bei der Denny Laine zu den Gründungsmitgliedern gehörte. Laine blieb bis zur Auflösung der Wings im April 1981 Mitglied der Gruppe. Durch den häufigen Personalwechsel wurden zwei Alben der Gruppe Band on the Run, vollständig, und London Town, teilweise, zu dritt (Laine, Paul und Linda McCartney) aufgenommen.
Nach der Veröffentlichung des Albums Wings at the Speed of Sound setzten die Wings ihre Welttournee vom 20. bis zum 26. März 1976 mit fünf Auftritten in Kontinentaleuropa fort. Zwischen dem 3. Mai und dem 23. Juni 1976 folgte die Nordamerika-Tournee, unter dem Namen Wings over America, die 31 Konzerte umfasste.
Im Sommer 1976, wahrscheinlich August, begaben sich Paul und Linda McCartney mit Denny Laine für drei Wochen in das Rude Studio von Paul McCartney in Campbeltown, Schottland um zehn Lieder von Buddy Holly aufzunehmen. Paul McCartney war zur Aufnahmezeit bereits Eigentümer der Rechte an den Buddy-Holly-Liedern. Paul McCartney spielte die Instrumentierungen im Overdubverfahren auf ein Vier-Spur-Tonbandgerät ein, ähnlich wie bei seinem ersten Soloalbum McCartney. Denny Laine und Linda McCartney ergänzten diese Aufnahmen teilweise. Die Lieder Lonesome Tears und I'm Looking for Someone to Love sind Instrumentalstücke. Bei den Liedern Look at Me und Take Your Time singt nur Denny Laine, bei den restlichen sechs Liedern wird Laine gesanglich von Paul McCartney und bei drei Liedern zusätzlich von Linda McCartney unterstützt. Die Orchestrierungen erfolgten in den Abbey Road Studios in London. Die Gesamtaufnahmedauer des Albums betrug drei Wochen.
Die Lieder Moondreams und Rave On wurden in Stereo aufgenommen, die restlichen Titel wurden in Mono aufgenommen und elektronisch nachbearbeitet, sodass ein Stereoeffekt erzeugt wird.
Nach Fertigstellung des Albums gaben die Wings vom 19. September bis zum 21. Oktober 1976 vier Konzerte in Kontinentaleuropa sowie drei Konzerte in London.

## Covergestaltung
Das Cover zeigt auf der Vorderseite ein Foto von einem Pferd der McCartneys, auf der Rückseite ein Foto auf dem Denny Laine auf einem Pferd reitet. Die Innenhülle zeigt Fotos von Denny Laine und Paul McCartney auf seiner Farm in Schottland oder in den Rude Studio. Die Fotos stammen von Linda McCartney.

## Titelliste
Seite 1
1. Heartbeat (Bob Montgomery / Norman Petty) – 2:35
2. Moondreams (Norman Petty) – 2:42
3. Rave On (Sonny West / Bill Tilghman  / Norman Petty) – 1:55
4. I'm Gonna Love You Too (Joe Mauldin / Niki Sullivan / Petty) – 2:17
5. Fool's Paradise (Sonny Le Claire  / Horace Linsley / Norman Petty) – 2:46
6. Lonesome Tears (Instrumental) (Buddy Holly) – 3:02

Seite 2
1. It's So Easy / Listen to Me (Buddy Holly / Petty / Charles Hardin) – 3:47
2. Look at Me (Petty / Buddy Holly / Jerry Allison) – 3:11
3. Take Your Time (Buddy Holly / Norman Petty) – 3:39
4. I'm Looking for Someone to Love (Instrumental) (Buddy Holly / Norman Petty) – 3:59

## Wiederveröffentlichung
Am 11. September 2000 wurde das Album erstmals auf CD von der französischen Tonträgerfirma Magic Records veröffentlicht. Die remasterte CD war in zwei Versionen erhältlich, eine mit Plastikcover und einem Faltblatt, das auf der Vorderseite als Interpreten Denny Laine with Linda & Paul McCartney ausweist und auf der Innenseite Fotos von Linda McCartney zeigt. Die zweite Version hat ein Digipak-Cover und führt nur Denny Laine als Interpret an.

## Single-Auskopplungen

### It's So Easy / Listen to Me
Im September 1976 (USA: Oktober 1976) erschien die Single  It's So Easy - Listen to Me /  I'm Looking for Someone to Love, sie konnte sich nicht in den Charts platzieren.

### Moondreams
Die zweite Singleauskopplung Moondreams /  Heartbeat erfolgte im Mai 1977. Die Single platzierte sich nicht in den Charts.
Die Promotionsingle wurde in den USA wie folgt veröffentlicht: auf der A-Seite befindet sich die Mono-Version und auf der B-Seite die Stereo-Version des Liedes.

## Chartplatzierungen
Das Album konnte sich nicht in den Charts platzieren.